# Begonia urticae
Espèce
Synonymes
- Begonia antioquensis (A.DC.) Rusby[1]
- Begonia chiriquensis Standl.[1]
- Begonia monticola C.DC.[1]
- Begonia torresii Standl.[1]
- Begonia urticae var. hispida A.DC. ex Standl.[1]
- Casparya antioquensis A.DC.[1]
- Casparya coccinea Klotzsch[1]
- Casparya trachyptera (Benth.) A.DC.[1]
- Casparya urticae (L.f.) A.DC.[1]
- Sassea columnaris (Benth.) Klotzsch[1]
- Sassea glabra Klotzsch[1]
- Sassea hoffmanniana Klotzsch ex A.DC.[1]
- Sassea urticae (L.f.) Klotzsch[1]
- Stibadotheca trachyptera (Benth.) Klotzsch[1]
- Stiradotheca trachyptera (Benth.) Klotzsch[1]

Begonia urticae est une espèce de plantes de la famille des Begoniaceae.
L'espèce fait partie de la section Casparya.
Elle a été décrite en 1782 par Carl von Linné le Jeune (1741-1783).

## Répartition géographique
Cette espèce est originaire des pays suivants : Costa Rica ; Équateur ; Panama ; Pérou ; Venezuela.

## Liste des variétés
Selon Tropicos (23 février 2017) (Attention liste brute contenant possiblement des synonymes) :
- variété Begonia urticae var. retusa L.B. Sm. & B.G. Schub.
- variété Begonia urticae var. urticae